# Copa Ciudad Viña del Mar 1976
La Copa Ciudad Viña del Mar 1976 fue la 1ª edición del torneo amistoso de fútbol Copa Ciudad Viña del Mar. Se disputó en febrero de 1976, organizado por el club viñamarino contó con la participación de Unión Española, equipo campeón chileno y el equipo brasileño de Fluminense, que ganó el torneo.  Se jugó en el Estadio Sausalito de Viña del Mar. 

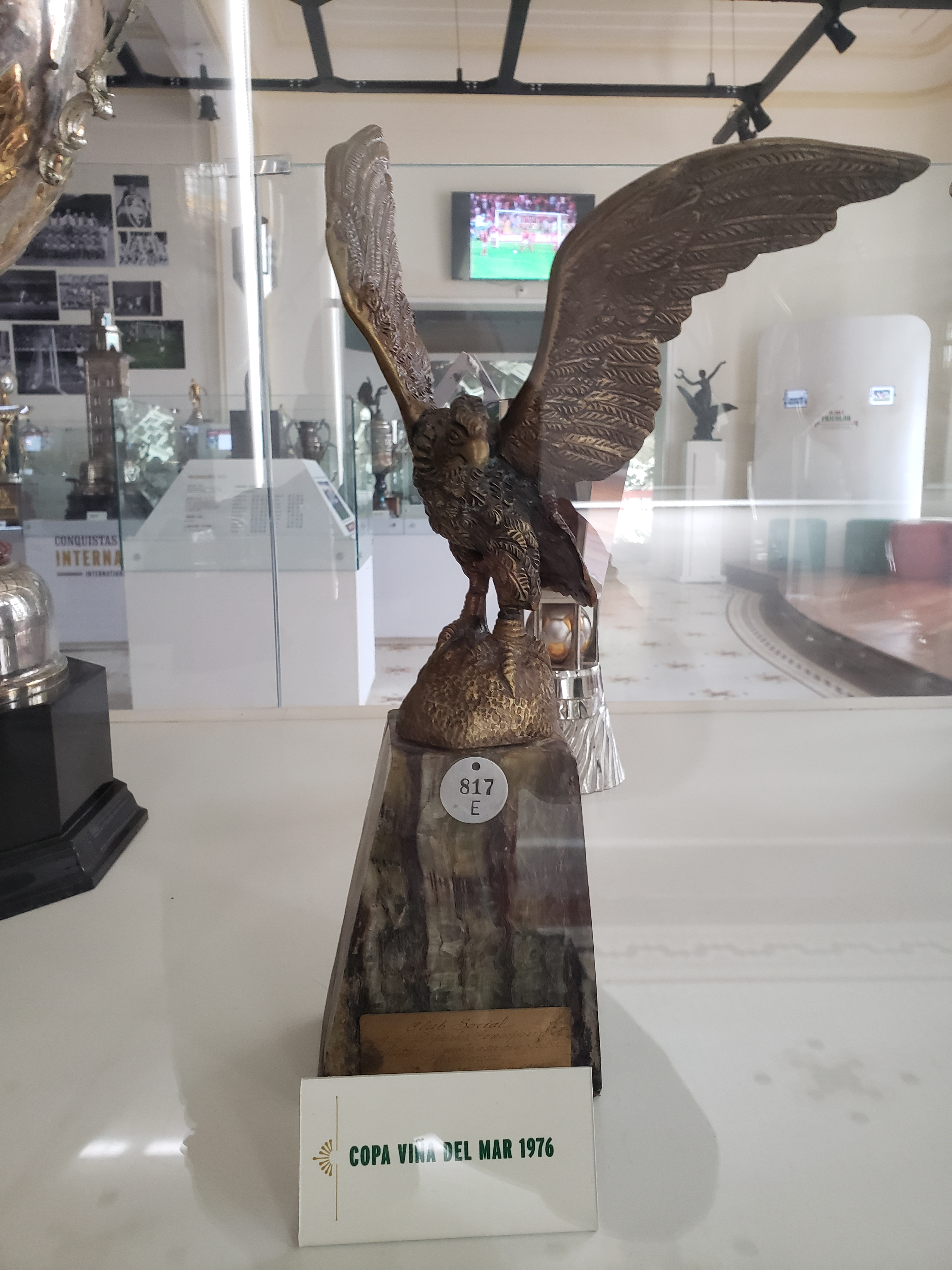
Copa Viña del Mar de 1976.

## Datos de los equipos participantes
| Equipo         | Calidad                                                        |
| -------------- | -------------------------------------------------------------- |
| Everton        | Anfitrión y decimosegundo de la Primera División de Chile 1975 |
| Unión Española | Invitado y campeón del Primera División de Chile 1975          |
| Fluminense     | Invitado y campeón del Campeonato Carioca 1975                 |

## Aspectos generales

### Modalidad
El torneo se jugó en una sola rueda de tres fechas bajo el sistema de todos contra todos, resultando campeón aquel equipo que acumulase mayor cantidad de puntos en la tabla de posiciones. Se jugó un total de tres partidos, en el Estadio Sausalito de Viña del Mar.

## Partidos

### Primera fecha
| 17 de febrero de 1976 | Everton | 0:1 | Unión Española         | Estadio Sausalito, Viña del Mar (Chile)                   |                                                           |
|                       |         |     | Miguel Ángel Neira 75' | Asistencia: 21.116 espectadores Árbitro(s): Gastón Castro | Asistencia: 21.116 espectadores Árbitro(s): Gastón Castro |

### Segunda fecha
| 19 de febrero de 1976 | Unión Española | 0:1 | Fluminense | Estadio Sausalito, Viña del Mar (Chile)                       |                                                               |
|                       |                |     | Doval 46'  | Asistencia: 15.711 espectadores Árbitro(s): Rafael Hormazábal | Asistencia: 15.711 espectadores Árbitro(s): Rafael Hormazábal |

### Tercera fecha
| 21 de febrero de 1976 | Everton | 0:0 | Fluminense | Estadio Sausalito, Viña del Mar (Chile)                           |  |
|                       |         |     |            | Asistencia: 18.281 espectadores Árbitro(s): Juan Silvagno Cavanna |  |

### Tabla de posiciones
| Pos | Equipo         | PJ | PG | PE | PP | GF | GC | Dif | Pts |
| --- | -------------- | -- | -- | -- | -- | -- | -- | --- | --- |
| 1   | Fluminense     | 2  | 1  | 1  | 0  | 1  | 0  | 1   | 3   |
| 2   | Unión Española | 2  | 1  | 0  | 1  | 1  | 1  | 0   | 2   |
| 3   | Everton        | 2  | 0  | 1  | 1  | 0  | 1  | -1  | 1   |

Pos = Posición; PJ = Partidos jugados; PG = Partidos ganados; PE = Partidos empatados; PP = Partidos perdidos; GF = Goles a favor; GC = Goles en contra; Dif = Diferencia de gol; Pts = Puntos
|  | Campeón |

## Campeón
| Brasil     |
| Fluminense |